# Алабама
Алаба́ма (англ. Alabama) — штат, розташований в південно-східному регіоні США. Межує зі штатом Теннессі на півночі, штатом Джорджія на сході, штатом Флорида і Мексиканською затокою на півдні та зі штатом Міссісіпі на заході. Займає 30-те місце в США за загальною площею і 2-ге місце за кількістю внутрішніх водних шляхів. Площа штату 135 765 км². Алабамі належить 23-тє місце в США за кількістю населення — 4 802 740 жителів за станом на 2011 рік.
Столиця штату — Монтгомері (під час Громадянської війни 1861—1865 рр. у США місто з 4 лютого по 29 травня 1861 року було столицею Конфедерації). Найбільші міста — Бірмінгем, Мобіл, Гантсвілл. Має статус штату з 1819 року (22-й за рахунком штат). Офіційне прізвисько — «Серце Півдня».

## Назва
Назва штату походить від однойменного племені «алабама», яке зараз мешкає у штаті Техас.

## Історія
Історично територію штату населяли чокто, кріки та інші племена мускозької групи, в роки незалежності США склали «п'ять цивілізованих племен Оклахоми», а також невелика група індіанців тімукуа, що відкололася від своїх одноплемінників у Флориді (пізніше асимільована). Іспанець Ернандо де Сото обстежив ці землі в 1540 році, а французи на чолі з де Б'єнвіллем заснували перше постійне європейське поселення в районі сучасного міста Мобіл у 1702 році. Франція поступилася регіоном Великій Британії в 1763 році, а та, своєю чергою, змушена була передати його США, але Іспанія утримувала Мобіл аж до 1813 року. Поразка кріків у битві у вигину Хорсшу-Бенд призвело до припливу білих поселенців, які зробили рабство основою економіки. Монтгомері була першою столицею Конфедерації. Штат серйозно постраждав за час Громадянської війни. Розвиток промисловості почався в кінця XIX століття, але монокультура (бавовна) призвела до широкомасштабної депресії в сільському господарстві, посиленою в 1915 році навалою бавовняних довгоносиків. Зміни в економіці в 1930-ті роки привели до розвитку енергетики та чорної металургії. У 1950—1960-ті роки, попри серйозні расові проблеми, штат повністю перейшов на індустріалізацію.

## Географія

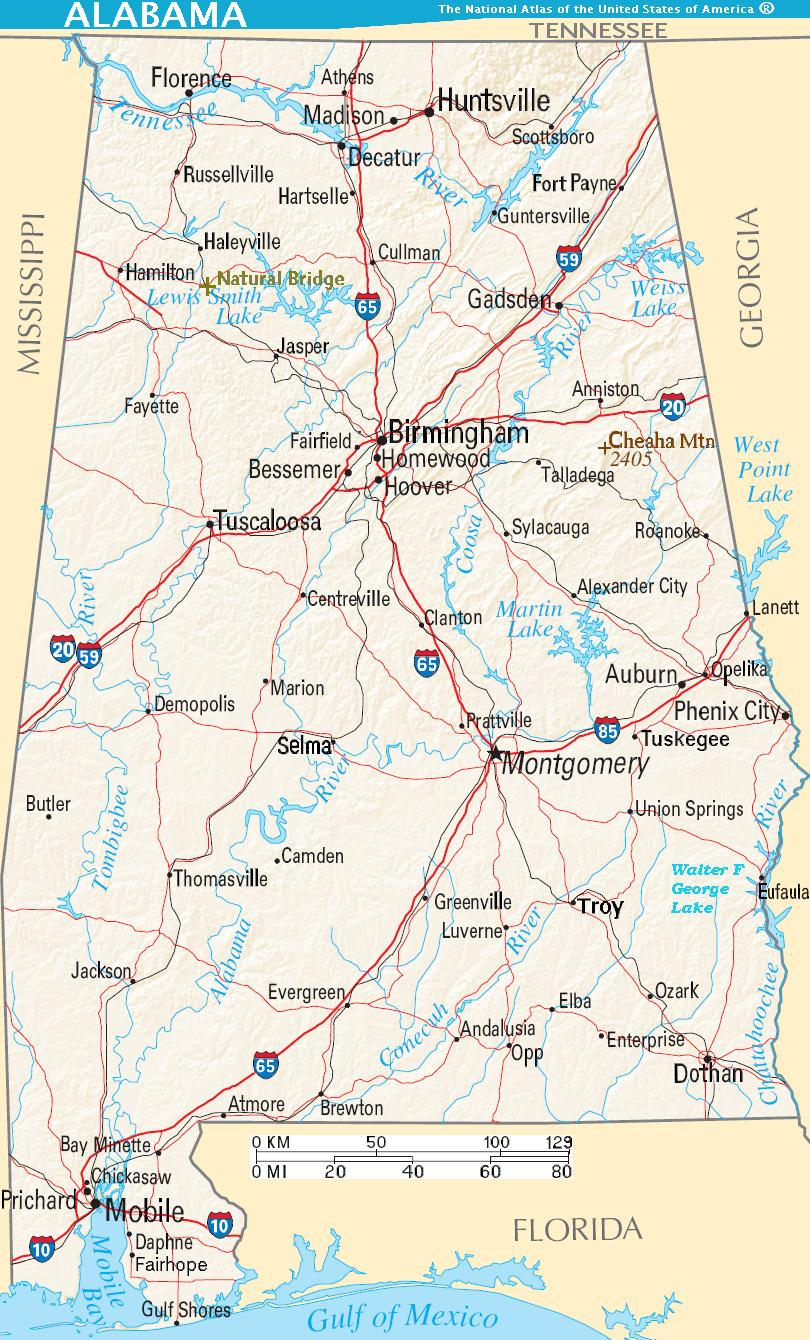
Карта Алабами

Площа Алабами становить 135 765 км². Межує зі штатами Джорджія (на сході), Міссісіпі (на заході), Теннессі (на півночі) і Флорида (на півдні). На півдні також омивається водами Мексиканської затоки. Приблизно три чверті штату займає рівнина із загальним спуском до Мексиканської затоки та річки Міссісіпі. Північний схід Алабами займають гори Аппалачі, де знаходиться найвища точка штату — гора Чіха (735 м над рівнем моря). Близько 67 % території штату покривають ліси. По території штату протікає одна з найкрасивіших річок США — Кахаба.

### Клімат
Клімат Алабами характеризується як субтропічний океанічний, Середньорічна температура в більшості районів становить близько 18 °C. Зими м'які, середні температури січня змінюються від 5 °C на півночі штату і до 12 °C на крайньому півдні на узбережжі Мексиканської затоки. Літо дуже спекотне, середні літні температури в окремих районах можуть перевищувати 32 °C. Сніг хоча і досить рідкісне явище для Алабами, однак на північ від Монтгомері зазвичай випадає кілька разів за зиму. Раз на кілька років відзначаються досить сильні снігопади.
Опади рясні на всій території штату. Середній річний рівень опадів становить 1400 мм. Алабама знаходиться в зоні дії тропічних циклонів і ураганів, що йдуть з Мексиканської затоки. Поряд із Канзасом, в Алабамі відзначається найбільша кількість торнадо категорії F5, ніж в якому або іншому штаті країни.

## Населення

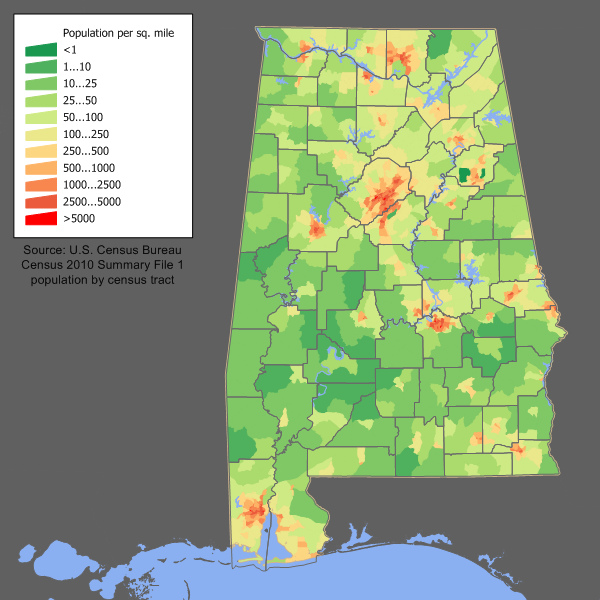
Карта щільності населення

За даними Бюро перепису населення США на 1 липня 2011 року населення Алабами становить 4 802 740 осіб; приріст у порівнянні з даними перепису 2010 року склав 0,48 %. За даними 2000 року частка населення штату віком до 18 років становить 25,3 %; частка осіб старше 65 років — 13 %. Частка жінок — 51,7 %; чоловіків — 48,3 %.
За даними перепису 2010 расовий склад населення штату наступний:
- білі (68,5 %)
- афроамериканці (26,2 %)
- корінні американці (0,6 %)
- азійці (1,1 %)
- гавайці та океанійці (0,1 %)
- інші раси (2 %)
- представники двох і більше рас (1,5 %).

Біле населення головним чином англійського, ірландського та німецького походження. За даними переписом 2000 року 96,7 % населення Алабами говорять вдома англійською; 2,2 % — іспанською; 0,4 % — німецькою; 0,3 % — французькою (включаючи французьку креольську) і близько 0,1 % — китайською. За даними на 2004 рік близько 108 000 осіб (близько 2,4 % від населення Алабами) народилися за межами США.

### Мовний склад населення (2010)[Архівовано1 грудня 2007 уWayback Machine.]
| Мови        | Частка людей старше 5 років, % |
| ----------- | ------------------------------ |
| Англійська  | 95,05                          |
| Іспанська   | 3,16                           |
| Німецька    | 0,22                           |
| Французька  | 0,18                           |
| Корейська   | 0,14                           |
| В'єтнамська | 0,13                           |
| Китайська   | 0,13                           |
| Арабська    | 0,09                           |
| Японська    | 0,08                           |
| Хінді       | 0,07                           |
| інші        | 0,75                           |

### Релігія
У 2008 американському релігійному ідентифікаційному огляду, 80 % з відповідачів Алабами повідомили свою релігію як християнство, 6 % як католики, і 11 %, як, не мають жодної релігії. Склад інших релігій складає 0,5 % мормони, 0,5 % євреї, 0,5 % мусульмани, 0,5 % буддисти, і 0,5 % індуси.

## Економіка
«Чорний Пояс», прекрасне місце для вирощування бавовни у центрі штату, прибережні рівнини річок Пайні-Вудс, Алабама і Теннессі; вирощування сої, бавовни; тваринництво; видобуток кам'яного вугілля, бокситів; атомна електростанція Браунз-Фері; металургія, машинобудування. Окрім того, Алабама входить до штатів монополістів з контролю алкогольних напоїв.